# Liste der denkmalgeschützten Objekte in Gaschurn
Die Liste der denkmalgeschützten Objekte in Gaschurn enthält die 20 denkmalgeschützten, unbeweglichen Objekte der Gemeinde Gaschurn im Bezirk Bludenz.

## Denkmäler
| Foto |                 | Denkmal                                                                      | Standort                                                 | Beschreibung | Metadaten |
| ---- | --------------- | ---------------------------------------------------------------------------- | -------------------------------------------------------- | --- | --- |
| ja   | Datei hochladen | Bauernhof (Anlage) HERIS-ID: 56290 Objekt-ID: 65501                          | Bischof Rudigier Weg 2 Standort KG: Gaschurn             | Das Wohnhaus des Bauernhofs ist ein Blockbau mit Kopfstrickverbund; im Giebel ist es mit 1801 bezeichnet. Im Jahr 1811 wurde in diesem Haus der spätere Bischof von Linz Franz Joseph Rudigier geboren. | BDA-Hist.: Q38071136 Status: § 2a Stand der BDA-Liste: 2025-06-30 Name: Bauernhof (Anlage) GstNr.: .88/1 Partenen 2 Gehöft                                                    |
| ja   | Datei hochladen | Pfarrhof HERIS-ID: 59714 Objekt-ID: 71252                                    | Dorfstraße 1 Standort KG: Gaschurn                       | | BDA-Hist.: Q38088429 Status: § 2a Stand der BDA-Liste: 2025-06-30 Name: Pfarrhof GstNr.: .635 Gaschurn Pfarrhof                                                               |
| ja   | Datei hochladen | Wohnhaus, ehem. Frühmeßhaus/Tourismusmuseum HERIS-ID: 79502 Objekt-ID: 93189 | Dorfstraße 9 Standort KG: Gaschurn                       | Das ehemalige Frühmeßhaus östlich der Kirche wurde in Kopfstrickbauweise mit giebelseitigem Steingaden errichtet. | BDA-Hist.: Q15851295 Status: § 2a Stand der BDA-Liste: 2025-06-30 Name: Wohnhaus, ehem. Frühmeßhaus/Tourismusmuseum GstNr.: .518/1 Gaschurn Tourismusmuseum                   |
| ja   | Datei hochladen | Montafoner Paarhof, Doppelwohnhaus HERIS-ID: 47064 Objekt-ID: 49594          | Dorfstraße 25, 26 Standort KG: Gaschurn                  | Der gemauerte Teil des Bauernhofs ist durch Würfelfries und Eckquaderung gestaltet. Im Giebel ist der Hof mit 1681 bezeichnet. | BDA-Hist.: Q38025451 Status: Bescheid Stand der BDA-Liste: 2025-06-30 Name: Montafoner Paarhof, Doppelwohnhaus GstNr.: .534, .535, .533/1 Gaschurn 25/26 Gehöft               |
| ja   | Datei hochladen | Flur-/Wegkapelle HERIS-ID: 56360 Objekt-ID: 65717                            | bei Garnerastraße 241 Standort KG: Gaschurn              | Die kleine Kapelle mit Rundbogennische und weit vorspringendem Satteldach steht auf einem Hang hoch südlich über der Ill. | BDA-Hist.: Q38071665 Status: § 2a Stand der BDA-Liste: 2025-06-30 Name: Flur-/Wegkapelle GstNr.: .741 Ganeu Wegkapelle                                                        |
| ja   | Datei hochladen | Alte Mühle, Gasthaus HERIS-ID: 25380 Objekt-ID: 21807                        | Kirchdorfstraße 5 Standort KG: Gaschurn                  | Am Ufer der Ill steht die sogenannte „Alte Mühle“. Das Gebäude diente im Lauf seiner mehr als 300-jährigen Geschichte außerdem als Schmiede, Gefangenenhaus, Armenhaus und Wohnhaus, bevor es 1996 in desolatem Zustand von den Gebrüdern Bergauer erworben, revitalisiert und als Gaststätte adaptiert wurde.                     | BDA-Hist.: Q37893106 Status: Bescheid Stand der BDA-Liste: 2025-06-30 Name: Alte Mühle, Gasthaus GstNr.: .500/2 Gaschurn Alte Mühle                                           |
| ja   | Datei hochladen | Kapelle Maria Schnee HERIS-ID: 56234 Objekt-ID: 65343                        | Kirchdorf Standort KG: Gaschurn                          | Die Maria-Schnee-Kapelle wurde 1637 errichtet und zwischen 1660 und 1667 vergrößert. Sie hat einen annähernd rechteckigen Grundriss, ein mehrgliedriges Satteldach mit Holzschindeln, einen Turm mit Zwiebelhelm und eine südwestlich angebaute Sakristei.                                                                         | BDA-Hist.: Q20662349 Status: § 2a Stand der BDA-Liste: 2025-06-30 Name: Kapelle Maria Schnee GstNr.: .523 Kapelle Maria Schnee (Gaschurn)                                     |
| ja   | Datei hochladen | Kath. Pfarrkirche hl. Michael HERIS-ID: 56235 Objekt-ID: 65344               | Kirchdorf Standort KG: Gaschurn                          | 1634 wurde eine neue Kirche geweiht welche im Friedhof stand. Nach dem Abbruch der Kirche (1867) wurde von 1867 bis 1868 gegenüber dem Friedhof nach den Plänen von Johann Meyer aus Schwyz die neue Kirche errichtet und 1869 vom Bischof von Linz Franz Joseph Rudigier geweiht.                                                 | BDA-Hist.: Q1930194 Status: § 2a Stand der BDA-Liste: 2025-06-30 Name: Kath. Pfarrkirche hl. Michael GstNr.: .503/1 Michaelskirche (Gaschurn)                                 |
| ja   | Datei hochladen | Tanzlaube HERIS-ID: 79498 Objekt-ID: 93185                                   | Kirchdorf Standort KG: Gaschurn                          | Die Tanzlaube mit einem offenen Dachstuhl auf Holzpfosten steht auf dem Kirchplatz von Gaschurn. | BDA-Hist.: Q38154610 Status: § 2a Stand der BDA-Liste: 2025-06-30 Name: Tanzlaube GstNr.: .503/2 Tanzlaube Gaschurn                                                           |
| ja   | Datei hochladen | Saarbrücker Hütte HERIS-ID: 242436seit 2023                                  | Kromertal 86a Standort KG: Gaschurn                      | Die Schutzhütte wurde 1931 als Ersatz für den abgebrannten Vorgängerbau von 1911 errichtet und mehrfach erweitert. | BDA-Hist.: Q2209140 Status: Bescheid Stand der BDA-Liste: 2025-06-30 Name: Saarbrücker Hütte GstNr.: .634 Saarbrücker Hütte                                                   |
| ja   | Datei hochladen | Bauernhofanlage, Montafoner Paarhof HERIS-ID: 23502 Objekt-ID: 19856         | Of dr Mark 140 Standort KG: Gaschurn                     | Die Tür zu diesem Wohnhaus in Kopfstrickbauweise befindet sich im traufseitigen Mauerteil. | BDA-Hist.: Q37876796 Status: Bescheid Stand der BDA-Liste: 2025-06-30 Name: Bauernhofanlage, Montafoner Paarhof GstNr.: .368/1 Gaschurn 140 Gehöft                            |
| ja   | Datei hochladen | Barbarakapelle auf der Bielerhöhe HERIS-ID: 56291seit 2024                   | Silvretta Hochalpenstraße 84a, bei Standort KG: Gaschurn | Der Rechteckbau unter holzschindelgedecktem Satteldach mit seitlich etwas verrücktem Fassadenturm wurde 1965–1967 erbaut und war ursprünglich den verunglückten Arbeitern der Vorarlberger Illwerke gewidmet – er liegt in unmittelbarer Nähe des Silvretta-Stausees.                                                              | BDA-Hist.: Q807717 Status: Bescheid Stand der BDA-Liste: 2025-06-30 Name: Barbarakapelle auf der Bielerhöhe GstNr.: 3315/26 Barbarakapelle auf der Bielerhöhe                 |
| ja   | Datei hochladen | Pfarrhof und Bildstock HERIS-ID: 56289 Objekt-ID: 65500                      | Silvrettastraße 1 Standort KG: Gaschurn                  | Der Pfarrhof mit traufseitig vorgezogener Flur wurde in Kopfstrickbauweise errichtet. | BDA-Hist.: Q38071126 Status: § 2a Stand der BDA-Liste: 2025-06-30 Name: Pfarrhof und Bildstock GstNr.: .87, 311 Partenen 1 Pfarrhof und Bildstock                             |
| BW   | Datei hochladen | Wohnhaus HERIS-ID: 79585seit 2024                                            | Silvrettastraße 4 Standort KG: Gaschurn                  | | BDA-Hist.: Q126122413 Status: Bescheid Stand der BDA-Liste: 2025-06-30 Name: Wohnhaus GstNr.: 303/3                                                                           |
| ja   | Datei hochladen | Montafoner Paarhof HERIS-ID: 46559 Objekt-ID: 48652                          | Silvrettastraße 20 Standort KG: Gaschurn                 | Das Wohnhaus des Paarhofs wurde in Blockbauweise mit giebelseitig erschlossenem Steingaden errichtet. | BDA-Hist.: Q38022528 Status: Bescheid Stand der BDA-Liste: 2025-06-30 Name: Montafoner Paarhof GstNr.: .98 Partenen 20 Gehöft                                                 |
| BW   | Datei hochladen | Paarhof (Wohnhaus mit Stallscheune) HERIS-ID: 79602seit 2024                 | Unter Trantrauas 68 Standort KG: Gaschurn                | Der als Blockbau (Kopfstrickbauweise) ausgeführte Paarhof hat ein Scharschindeldach und einen traufseitigen Eingang. Oberhalb der Tür ist in einem achteckigen Rahmen ein Bild der hl. Familie zu sehen. | BDA-Hist.: Q126122412 Status: Bescheid Stand der BDA-Liste: 2025-06-30 Name: Paarhof (Wohnhaus mit Stallscheune) GstNr.: .215, .216, 1006                                     |
| ja   | Datei hochladen | Montafoner Paarhof Gosta HERIS-ID: 40915 Objekt-ID: 41126                    | Untere Gosta 184 Standort KG: Gaschurn                   | Das dreigeschoßige Wohnhaus unter einem Scharschindeldach ist in Kopfstrickbauweise errichtet. | BDA-Hist.: Q37997044 Status: Bescheid Stand der BDA-Liste: 2025-06-30 Name: Montafoner Paarhof Gosta GstNr.: .473/1, .472 Gaschurn 184 Gehöft                                 |
| ja   | Datei hochladen | Wohnhaus, Lukas-Tschofen-Haus HERIS-ID: 33485 Objekt-ID: 31045               | Untere Gosta 186 Standort KG: Gaschurn                   | Das Wohnhaus mit breiter Giebelfront ist teilweise gemauert und teilweise in Blockbauweise errichtet. Der gemauerte Mittelteil weist ein Rundbogenportal und gekoppelte Fenster auf. | BDA-Hist.: Q37952477 Status: Bescheid Stand der BDA-Liste: 2025-06-30 Name: Wohnhaus, Lukas-Tschofen-Haus GstNr.: .477 Gaschurn 186 Wohnhaus                                  |
| ja   | Datei hochladen | 5 Zollwohnhäuser HERIS-ID: 56233 Objekt-ID: 65338                            | Zollhäuser 193-197 Standort KG: Gaschurn                 | | BDA-Hist.: Q38070850 Status: Bescheid Stand der BDA-Liste: 2025-06-30 Name: 5 Zollwohnhäuser GstNr.: 2169/9, 2169/8, 2169/7, 2169/11, 2169/10 Gaschurn 193-197 Zollwohnhäuser |
| ja   | Datei hochladen | Kuratienkirche hl. Martin HERIS-ID: 56292 Objekt-ID: 65505                   | Standort KG: Gaschurn                                    | Die Kuratienkirche hl. Martin, 1728 errichtet und nach einem Brand 1800 wiederhergestellt, hat ein Langhaus und einen Chor unter einem gemeinsamen Satteldach, einen Nordturm mit achteckiger Glockenstube und Zwiebelhelm sowie eine südlich am Chor angebaute Sakristei. Sie ist als Filialkirche der Pfarre Gaschurn zugehörig. | BDA-Hist.: Q15824631 Status: § 2a Stand der BDA-Liste: 2025-06-30 Name: Kirche, Kuratie zum hl. Martin GstNr.: .91 Kuratienkirche hl. Martin, Partenen                        |

## Ehemalige Denkmäler
| Foto |                 | Denkmal                                     | Standort                            | Beschreibung | Metadaten |
| ---- | --------------- | ------------------------------------------- | ----------------------------------- | --- | --- |
| ja   | Datei hochladen | Bauernhof (Anlage) Objekt-ID: 88059bis 2015 | Innergosta 18 Standort KG: Gaschurn | Der Bauernhof wird im Dehio von 1983 beschrieben als Paarhof, dessen Wohnhaus als Blockbau (Kopfstickbauweise) ausgeführt ist, mit Bretterschirm im Erdgeschoß, traufseitig vorgezogenem Flur und Scharschindeldach. | BDA-Hist.: Q55436030 Status: Bescheid Stand der BDA-Liste: 2015-06-26 Name: Bauernhof (Anlage) GstNr.: .511 Gaschurn Innergosta 18 Gehöft |